# Myles Cole
Myles Cole (Shreveport, 29 aprile 2000) è un giocatore di football americano statunitense che milita nel ruolo di defensive end per i Jacksonville Jaguars della National Football League (NFL).

## Carriera universitaria
Cole giocò alla Louisiana-Monroe University dal 2018 al 2021. In 34 partite mise a segno 41 tackle e 1,5 sack. Dopo la stagione 2021 si trasferì a Texas Tech. In due stagioni con i Red Raiders disputò 25 partite con 44 tackle e 3,5 sack.
Cole partecipò al Senior Bowl 2024 e alla NFL Scouting Combine.

## Carriera professionistica

### Jacksonville Jaguars
Cole fu scelto nel corso del settimo giro (236º assoluto) del Draft NFL 2024 dai Jacksonville Jaguars. Nella sua prima stagione mise a segno 8 placcaggi in 8 presenze, nessuna delle quali come titolare.